# Valkyrja (album)
Valkyrja è il settimo album del gruppo musicale faroese Týr, pubblicato nel 2013 dalla Metal Blade.

## Tracce
1. Blood of Heroes – 3:41
2. Mare of my Night – 3:55
3. Hel Hath no Fury – 3:26
4. The Lay of Our Love – 3:47
5. Nation – 4:04
6. Another Fallen Brother – 4:04
7. Grindavisan – 4:10
8. Into the Sky – 2:56
9. Fánar Burtur Brandaljóð – 3:38
10. Lady of the Slain – 4:32
11. Valkyrja – 7:31
12. Where Eagles Dare (cover degli Iron Maiden) – 6:26
13. Cemetery Gates (cover dei Pantera) – 7:25

## Formazione

### Gruppo
- Heri Joensen - voce e chitarra
- Terji Skibenaes - chitarra
- Gunnar Thomsen - basso
- George Kollias - batteria

### Altri musicisti
- Liv Kristine - voce nella traccia 4 The Lay of Our Love